# Dirndl

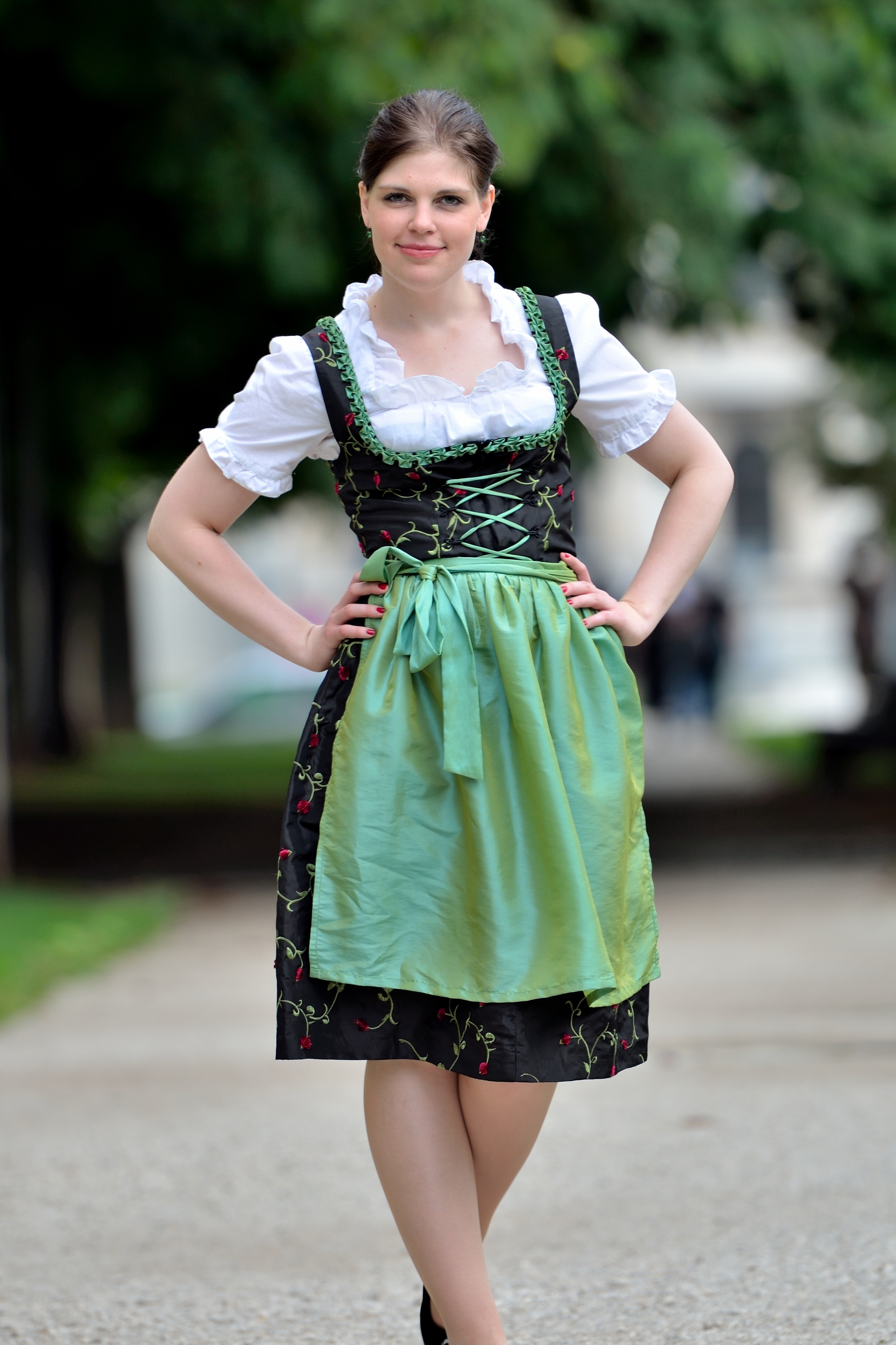
Dirndl com rendas e saia verde.

Um dirndl (pronúncia ˈdɪʁndl̩) é um tipo de vestido tradicional utilizado na Baviera, Liechtenstein, Áustria, e Tirol do Sul, baseada na vestimenta histórica dos camponeses alpinos. Os vestidos que são vagamente baseados no dirndl são conhecidos como Landhausmode.

## Descrição
O dirndl consiste de um corpete, blusa, saia e avental. Embora pareça ser uma vestimenta simples e básica, um dirndl moderno pode ser muito caro, uma vez que é feita sob medida e, por vezes cortados de tecidos caros pintados a mão ou de seda. Nos dialetos do sul da Alemanha (bairisch), Dirndl originalmente se referia a uma mulher jovem ou uma menina, e Dirndlgewand se referia ao vestido dela. Atualmente, Dirndl pode se referir tanto a uma jovem quanto ao vestido.
Os acessórios podem incluir um avental longo amarrado em volta da cintura, um colete xale de lã. A colocação do nó do avental é, por vezes, um indicador do estado civil da mulher. Quando isto ocorre, um nó amarrado no lado esquerdo da mulher indica que ela é solteira, e um nó amarrado à direita significa que ela é casada ou comprometida, e um nó atado na parte de trás significa que a mulher é viúva.

## História

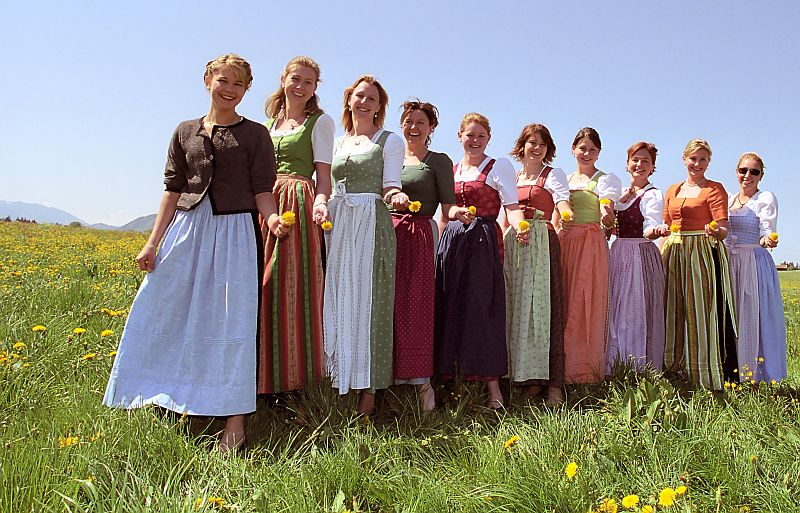
Mulheres vestindo vários tipos de dirndls.

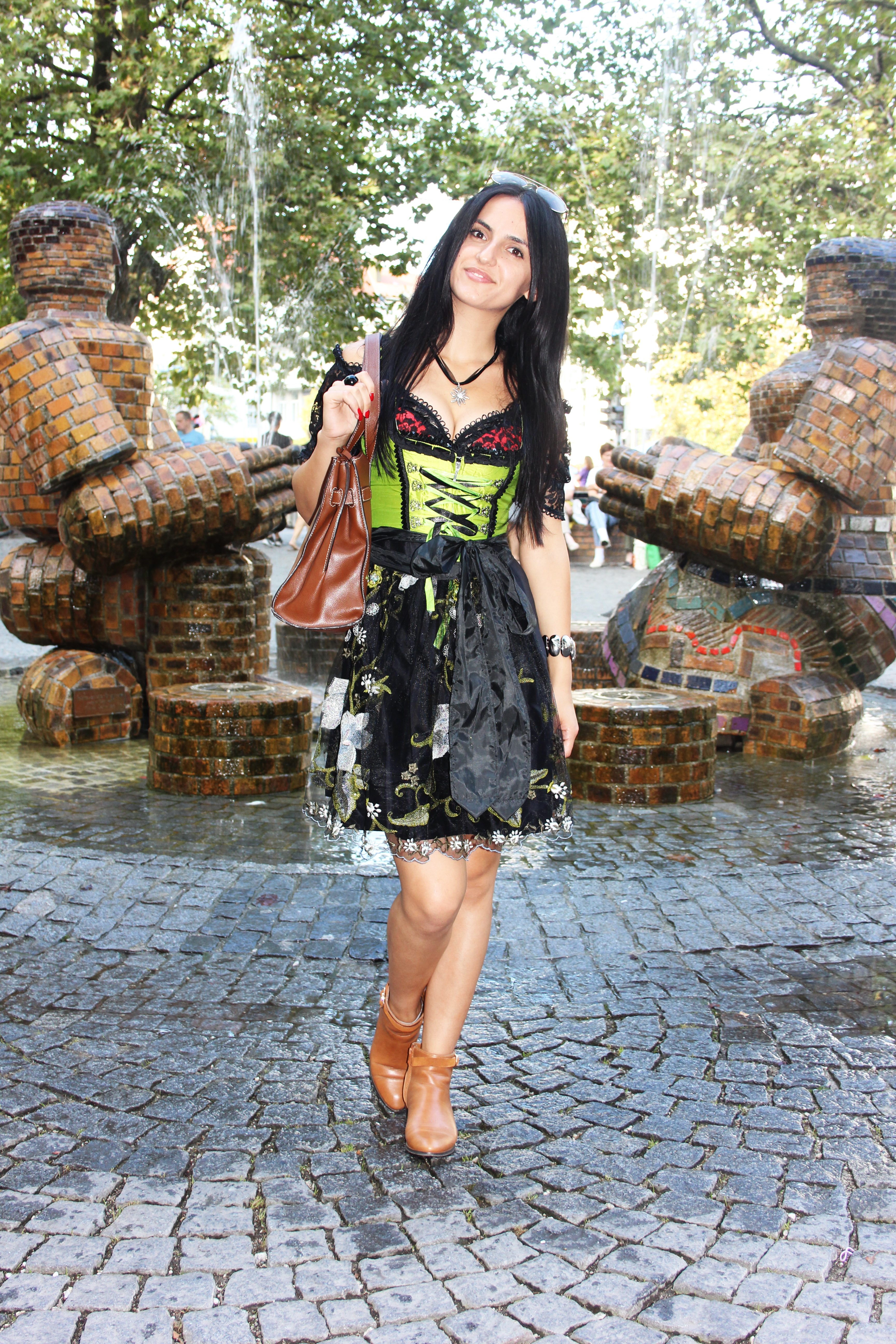

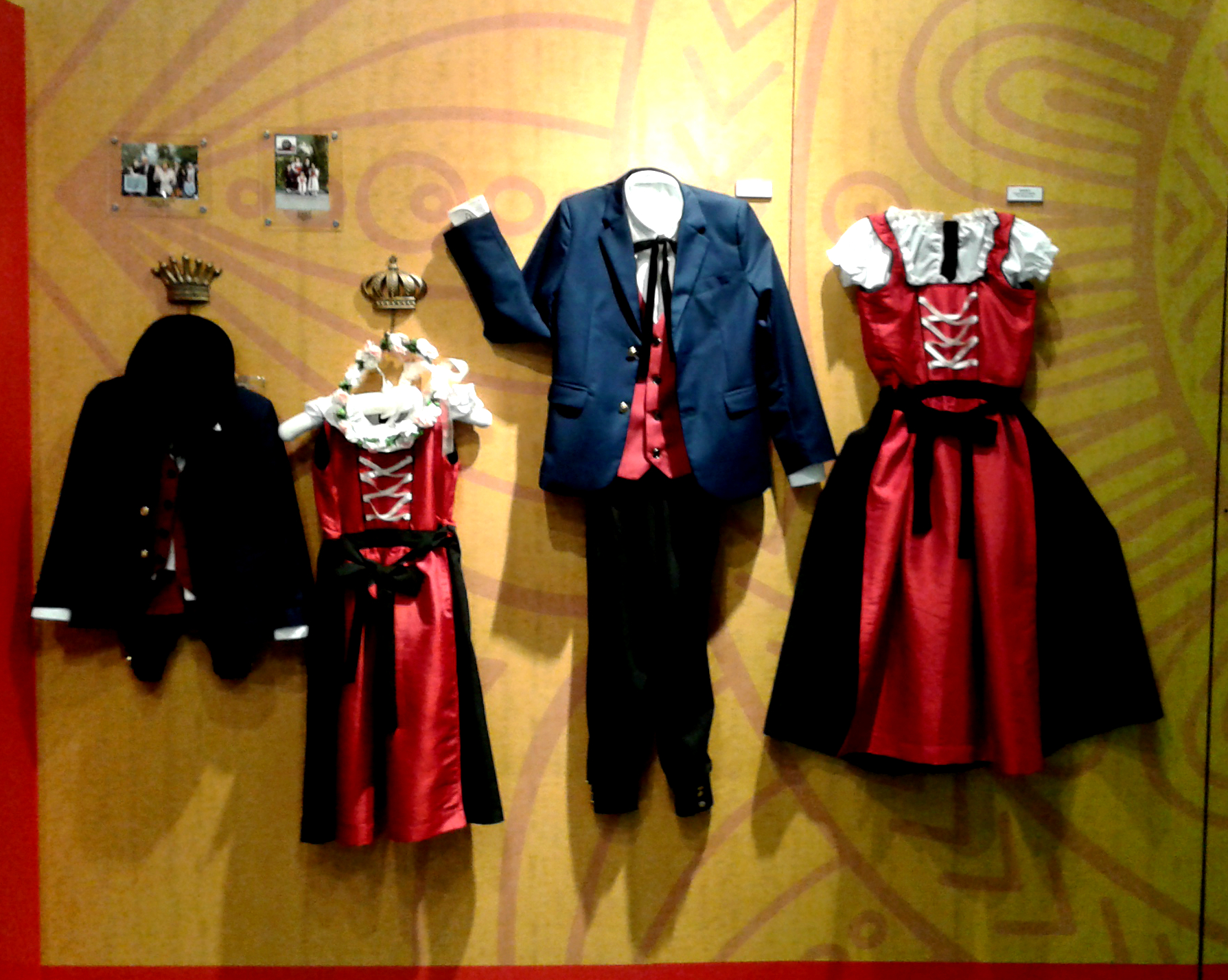
o vestido tradicional do Liechtenstein exibido em Macau

O dirndl surgiu como uma forma mais resistente de traje que se tem atualmente; o uniforme de funcionárias austríacas no século XIX ( Dirndlgewand, que significa "vestido de empregada"). Formas simples foram também usadas por mulheres que trabalham em cores lisas ou enxadrezado. Originalmente, cada aldeia tinha seu próprio estilo e ornamentos.
As classes mais altas austríacas aprovaram o dirndl como alta moda na década de 1870. Hoje, dirndls variam de estilos simples até os modelos mais trabalhados e caros.

## Etiqueta
O dirndl é usado principalmente na Áustria e Baviera. Ele é usado como um vestido de dia-a-dia principalmente por mulheres mais velhas em áreas rurais. Outras mulheres podem usá-lo em ocasiões formais (muito parecido com os escoceses e o kilt) e durante certos eventos tradicionais. É também muito popular entre as mulheres jovens no momento da Oktoberfest em Munique (e festivais semelhantes no sul da Alemanha, Áustria, Brasil, Canadá e Estados Unidos), embora muitas mulheres jovens só usem um vestido baseado no dirndl (os chamados Landhausmode), que podem variar de muitas maneiras e são frequentemente mais baratos.
Na Áustria, Baviera e sul do Brasil, o dirndl pode muitas vezes ser visto em mulheres que trabalham em negócios de turismo, e às vezes garçonetes em restaurantes de estilo tradicional e biergartens. Também é utilizado, nestas regiões, em sobre as mulheres ligadas a Volksmusik.